# ناحیه ورمیلیون، شهرستان ورمیلیون، ایندیانا
ناحیه ورمیلیون، شهرستان ورمیلیون، ایندیانا (به انگلیسی: Vermillion Township, Vermillion County, Indiana) یک سکونتگاه مسکونی در ایالات متحده آمریکا است که در شهرستان ورمیلیون واقع شده‌است.

## خصوصیات
ناحیه ورمیلیون ۹۲۴ نفر جمعیت دارد و ۱۸۷ متر بالاتر از سطح دریا واقع شده‌است.